# MN-5
MN-5 – polski samolot sportowy skonstruowany w okresie dwudziestolecia międzywojennego.

## Historia

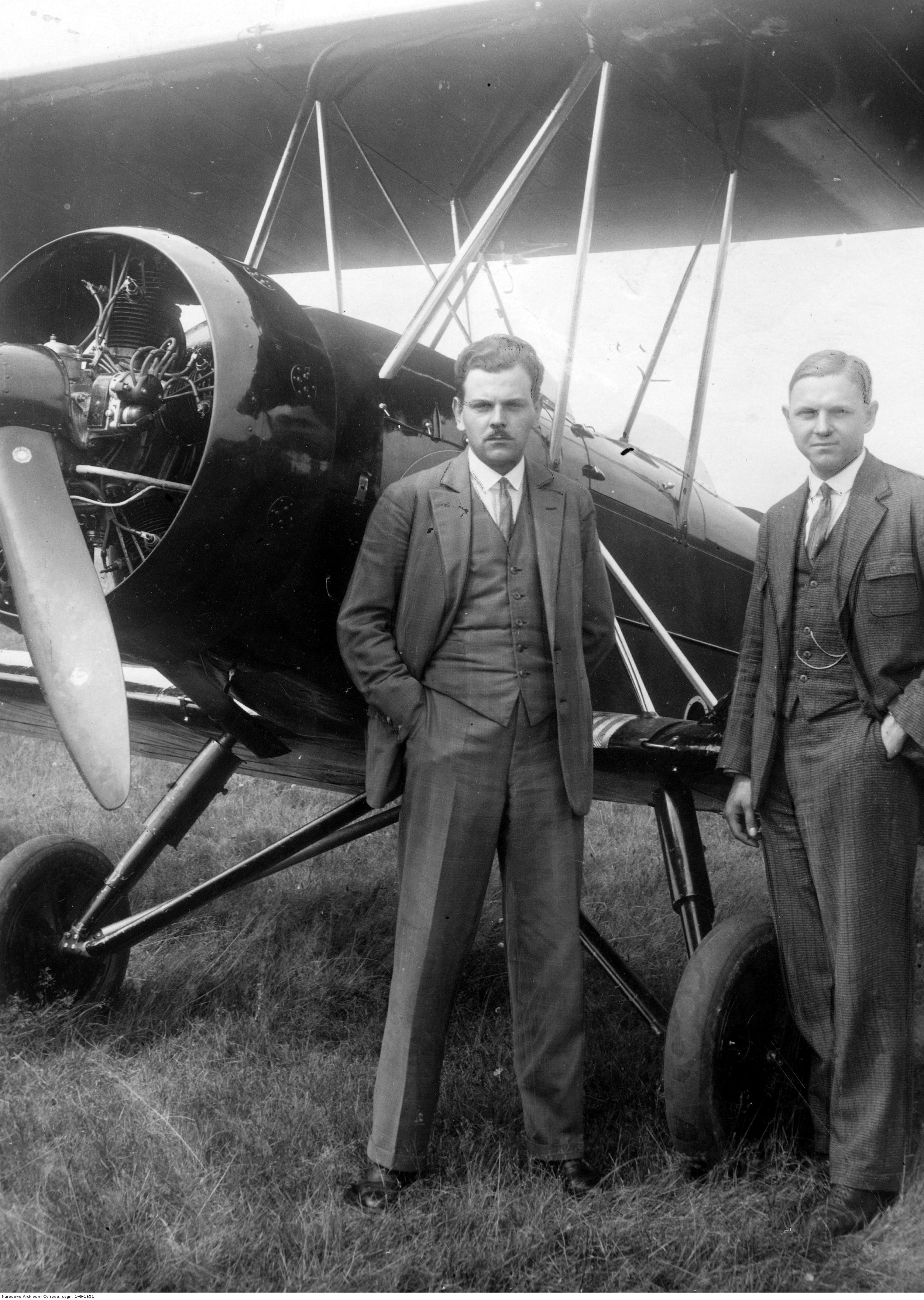
Józef Medwecki (z lewej) i inż. Zygmunt Nowakowski przy samolocie MN-5

Józef Medwecki i inż. Zygmunt Nowakowski w 1929 roku zaprojektowali samolot szkolno-sportowy na zamówienie Zarządu Głównego Ligi Obrony Powietrznej i Przeciwgazowej. Miała to być łatwa w pilotażu i tania maszyna dwu lub trzymiejscowa, ze składanymi skrzydłami w celu ułatwienia przechowywania.
Budowa prototypu została przeprowadzona w Wielkopolskiej Wytwórni Samolotów „Samolot”. Oblot został dokonany 21 sierpnia 1930 roku na lotnisku Ławica w Poznaniu przez Edmunda Hołodyńskiego. Pomimo tego, że założona masa własna została przekroczona o ok. 20 kg samolot wykazał dobre właściwości lotne. Pilot fabryczny podczas pierwszego loty wykonał 25 pętli, kilka beczek i korkociąg. Drugi zbudowany egzemplarz skierowano do Instytutu Badań Technicznych Lotnictwa, gdzie przeszedł badania wytrzymałościowe. 
W późniejszym okresie samolot został przebudowany. Aby poprawić jego stateczność przesunięto środek ciężkości o 30 cm do tyłu co wiązało się ze skróceniem kadłuba. Przeróbki zwiększyły masę samolotu o kolejne 20 kg. Samolot został zarejestrowany ze znakami SP-AEH i zgłoszony, wraz z samolotami PZL.5 i Sido S-1, do konkursu na samolot szkolny dla aeroklubów. Nie został wybrany, co gorsza upadek WWS „Samolot” nie dawał perspektyw na jego produkcję. Jedyny latający egzemplarz został przekazany do użytku Aeroklubowi Wileńskiemu.
W 1930 roku MN-5 został wystawiony na Wystawie Komunikacji i Turystyki w Poznaniu. W dniach 24 września - 6 października 1930 roku MN-5 startował w III Krajowym Konkursie Awionetek. Maszyna pilotowana przez pil. B. Szczepanika (w zawodach w charakterze pasażerów wzięli udział również wiceprezes Aeroklubu Wileńskiego H. Kwiatkowski i mechaniki W. Bursa) zajęła 8. miejsce. Ponadto załoga została nagrodzona za wytrwałość z powodu najmniejszej średniej prędkości uzyskanej podczas zawodów. We wrześniu 1931 roku wystartował w IV Krajowym Konkursie Samolotów Turystycznych i zajął 11. miejsce, a w V Krajowym Lotniczym Konkursie Turystycznym we wrześniu 1933 roku zajął 18. miejsce. Samolot był użytkowany do 1936 roku, w lipcu został skasowany.

## Konstrukcja
Dwu- lub trzymiejscowy samolot szkolno-sportowy drewnianej konstrukcji, w układzie dwupłata. 
Kadłub konstrukcji drewnianej, o przekroju prostokątnym, kryty sklejką. Kabiny załogi otwarte, osłonięte wiatrochronami, tylna kabina  z miejsce dla pilota. Za kabinami znajdował się bagażnik, który można było zamienić na trzecią kabinę. Przód kadłuba kryty blachą aluminiową. Za silnikiem znajdował się zbiornik paliwa o pojemności 110 litrów.
Płat o profilu G-593. Górny kryty sklejką do pierwszego dźwigara, dalej płótnem. Płat dolny kryty sklejką od dołu do drugiego dźwigara, a od góry do pierwszego dźwigara — płótnem. Komora płatów usztywniona słupkami i naciągami z drutu. Płat górny połączony z kadłubem kozłem z rur stalowych. Lotki na dolnym płacie. Do hangarowania płaty składane do tyłu, rozpiętość po ich złożeniu wynosiła 3 m. Usterzenie o konstrukcji metalowej, kryte płótnem. Statecznik poziomy przestawiany w locie. Stery wysokości i kierunku – identyczne i wzajemnie wymienne. Podwozie trójpunktowe z samonastawną, amortyzowaną płozą ogonową. Golenie główne z amortyzatorami olejowo-powietrznymi. Napęd – silnik gwiazdowy Armstrong Siddeley Genet o mocy nominalnej 80 KM i mocy startowej 88 KM napędzający drewniane dwułopatowe śmigło. Oddzielony od reszty kadłuba przegrodą ogniową, dodatkowym zabezpieczeniem była gaśnica uruchamiana z kabiny pilota. 

## Malowanie
Samolot był malowany na kolor ciemnoczerwony